# Cleveland (Mississippi)
Cleveland ist eine Stadt in Bolivar County, Mississippi, Vereinigte Staaten. Nach der Volkszählung von 2020 hatte sie 11.199 Einwohner.
Sie ist am ehesten für die Delta State University bekannt. Zusätzlich hat Cleveland eine relativ große kommerzielle Wirtschaft, mit vielen Restaurants, Geschäften und
Dienstleistungen entlang des U.S. Highway 61. Die Stadt hat eine Zeitung, welche an fünf Tagen pro Woche erscheint, die The Bolivar Commercial und eine zweimal wöchentlich erscheinende Zeitung die The Cleveland News Leader. Cleveland ist neben Rosedale einer der beiden County Seats des Bolivar County.

## Geschichte
Bis in die Mitte des 19. Jahrhunderts befanden sich auf dem Gebiet der heutigen Stadt im Wesentlichen nur Sumpfland und Schilflandschaften. Noch bis in das 20. Jahrhundert hinein war das heutige Stadtgebiet malariaverseucht. Ab der Mitte des 19. Jahrhunderts begann dann die Louisville, New Orleans and Texas Railway, Gebiete aufzukaufen. Es siedelten sich allmählich Menschen dort an, das erste Haus im heutigen Stadtbereich gehörte einem Moses W. Coleman. Das heutige Cleveland wurde zunächst Fontaine (1884) oder Coleman’s Station genannt. 1885 wurde der Ort dann nach dem größten örtlichen Landbesitzer Rueben T. Sims benannt. 1886 erfolgte die Umbenennung in Cleveland nach dem US-Präsidenten Grover Cleveland. Am 5. August 1887 erkannte die Post der Vereinigten Staaten von Amerika Cleveland als Ort an.
Wegen der durch Cleveland führenden Eisenbahn siedelten sich Geschäfte und Gaststätten an und der Ort wuchs rasch. Die Feuchtgebiete wurden nach und nach trockengelegt, um Land zu gewinnen. Obwohl mehrere große Brände große Teile der Stadt Anfang des 20. Jahrhunderts verwüsteten, wurden die zerstörten Gebiete immer wieder aufgebaut. Nachdem sich vor allem italienische Bauern ansiedelten und im Westen des Ortes begannen, Landwirtschaft zu betreiben, wurde 1915 eine Landwirtschaftsschule eingerichtet. 1915 wurde auch eine Feuerwehr und das Delta Teachers College gegründet. Aus dem Delta Teachers College entwickelte sich schließlich die Delta State University, heute mit ca. 4000 Studenten.

## Geographie
Cleveland liegt bei 33° 44′ 31″ N, 90° 43′ 36″ W und ist fast vollständig flach. Nach dem United States Census Bureau hat die Stadt eine Fläche von 18,9 km².

## Demographie
Laut der Zählung von 2000, gab es 13.841 Einwohner in 4.718 Haushalten, und 3.132 Familien in der Stadt. Die Bevölkerungsdichte beträgt 731,1 Menschen/km². Die Bevölkerung der Stadt teilt sich in 49,90 % Weiße, 48,26 % Afro-Amerikaner, 0,12 % Indianer, 0,99 % Asiaten, 0,02 % sind ehemalige Bewohner der pazifischen Inseln. 0,25 % haben andere ethnische Herkunft, und 0,46 % leiten ihre Abstammung von zwei oder mehr Rassen ab. 0,94 % Prozent der Bevölkerung sind hispanischer oder lateinamerikanischer Abstammung.
31,5 % der Haushalte umfassen auch Kinder unter dem Alter von 18 Jahren, 41,9 % umfassten Paare, 27,7 % der Haushalte bestehen nur aus einer Person.

## Krankenhäuser
- Bolivar Medical Center

## Berühmte Bewohner
- Bobby Bradford (* 1934), Jazz Trompetenspieler
- Ken Lucas, NFL amerikanischer Fußballspieler
- Sank Powe, Baseballtrainer, Autor
- Terrence Terrell (* 1984), Schauspieler
- Floyd „Pork Chop“ Womack, NFL amerikanischer Fußballspieler